# Fredwicksfeldtska möllan
Fredwicksfeldtska Möllan är en väderkvarn belägen i Löddeköpinge. Kvarnen är byggd 1849 och antagligen uppförd av Fredrika Bonde af Björnö och Gustaf Wathier Hamilton (1778-1854), tidigare ägare av Barsebäcks slott.
Möllan var i drift fram till mitten av 1940-talet, men är idag inte längre i bruk. Sedan 1950 ägs möllan av Harjagers Härads Fornminnes- och Hembygdsförening.